# Hometheatre-pc

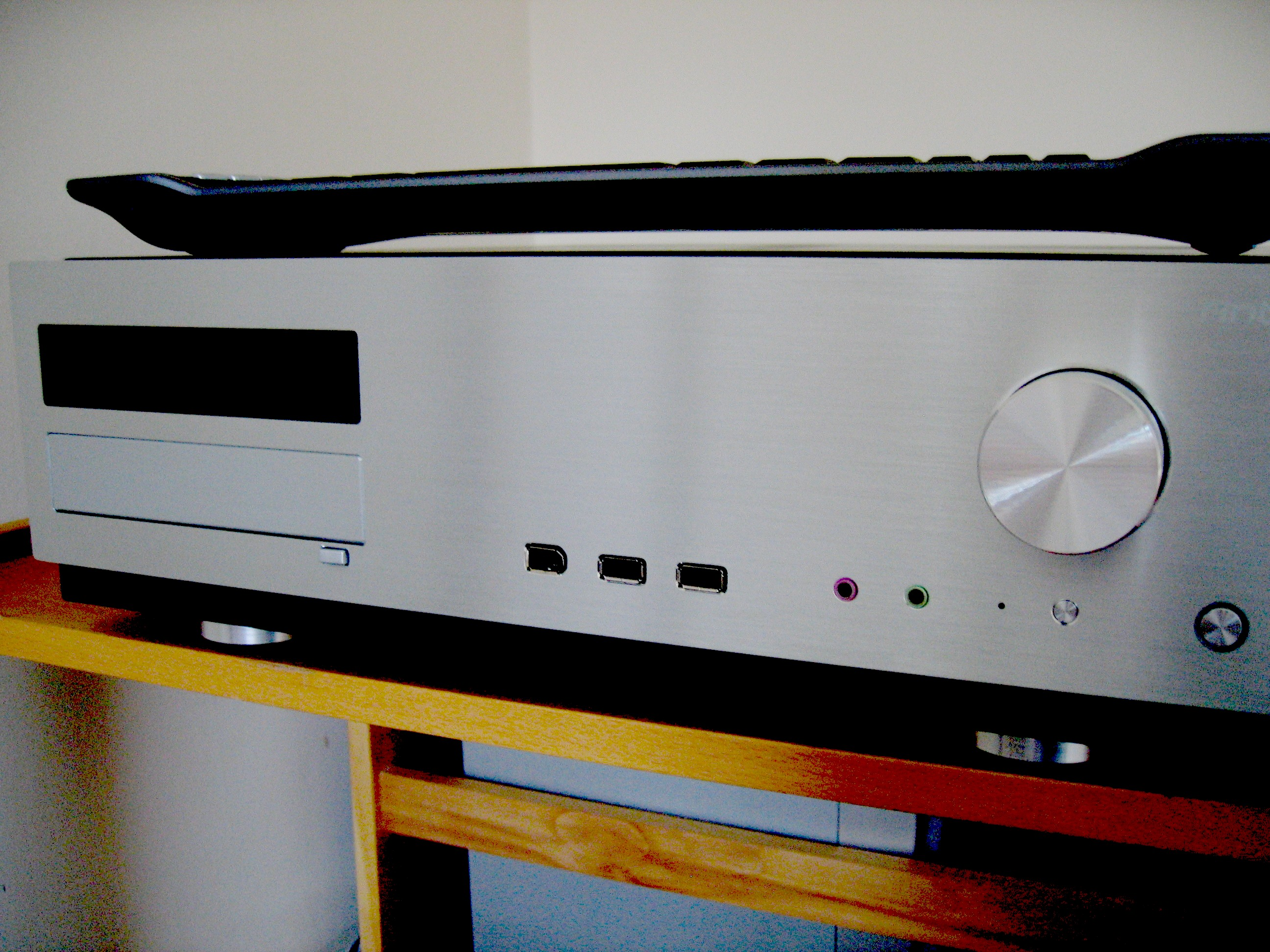
Een standaard-HTPC met toetsenbord als afstandbediening.

Een hometheatre-pc (HTPC) is een computer die het doel heeft om mediagerelateerde taken uit te voeren. Dit kan bijvoorbeeld een normale computer zijn die op een televisie is aangesloten, maar er worden ook speciale apparaten voor verkocht, zoals de Google Chromecast. Met de opkomst van computers met hiervoor voldoende grafische capaciteiten in de 21e eeuw zijn HTPC's een populair medium voor mediaconsumptie geworden.
Een HTPC is voornamelijk te onderscheiden van een normale computer doordat deze is aangesloten op een televisie, is voorzien van een afstandsbediening waarmee het apparaat vanaf de bank bediend kan worden en is er regelmatig speciale software op geïnstalleerd, zoals Kodi. Media voor HTPC's kan van verschillende bronnen komen. Tegenwoordig wordt hiervoor voornamelijk gebruik gemaakt van streaming services zoals Netflix, maar het komt ook veel voor dat gebruikers de HTPC verbinden met een NAS of dat de media van een lokaal medium zoals een harde schijf of een USB-stick wordt afgespeeld.

## Soorten HTPC's
HTPC's zijn er in verschillende vormen en uitvoeringen.

### Ingebouwd in tv
Veel moderne televisies (zogenaamde smart-tv's) hebben functionaliteiten van HTPC's ingebouwd. Dergelijke televisies hebben als voordeel dat er geen extra apparatuur aangesloten hoeft te worden met bijbehorende bekabeling, maar hebben als nadeel dat ze vaak traag zijn, er regelmatig ondersteuning voor bepaalde software en bestandsformaten ontbreekt en losse alternatieven voor weinig geld een prettigere oplossing bieden.

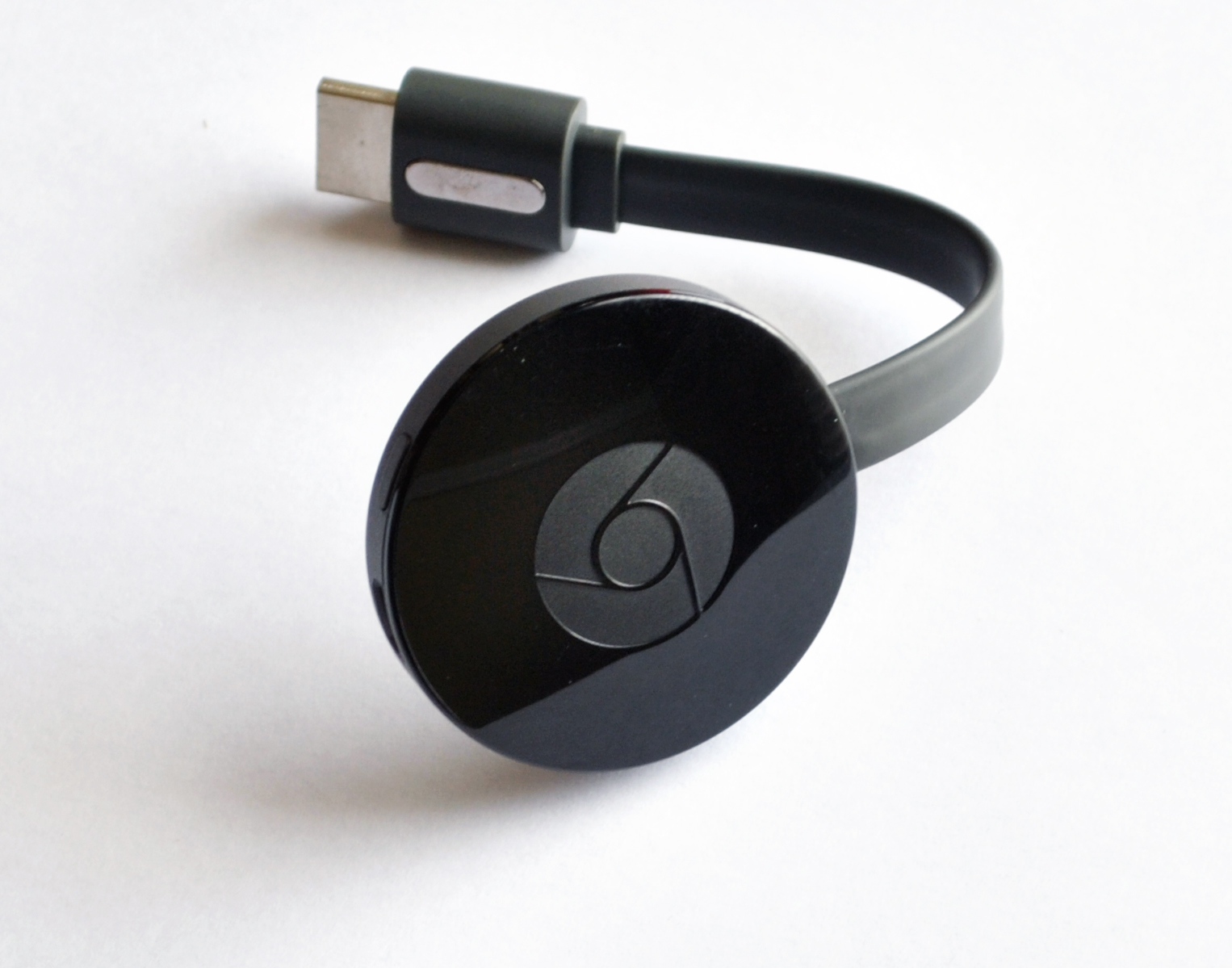
De tweede generatie van de Chromecast.

### Gespecialiseerde apparatuur
Als alternatief op smart-tv's zijn speciale apparaten verkrijgbaar die niet veel anders kunnen dan media afspelen. Deze kunnen op verschillende manieren werken. Oudere generaties van de populaire Chromecast van Google hebben bijvoorbeeld geen afstandsbediening of menu dat weergegeven wordt op de televisie. Hiervoor bieden apps van derde partijen zoals Netflix of YouTube de optie om video of audio te ‘casten’ naar de Chromecast. De Chromecast kan dus niet worden bediend als de gebruiker geen smartphone heeft. De nieuwere Chromecast met Google TV biedt wel een menu een afstandsbediening om een ‘cast’ te starten zonder tussenkomst van een smartphone.
Ook Apple heeft een mediaspeler uitgebracht, de Apple TV. Deze onderscheidt zich met een simpele bediening die van een afstandsbediening gebruik maakt. Op de Apple TV kunnen applicaties van derde partijen worden geïnstalleerd. Dit zijn op dit moment voornamelijk apps voor streamingservices zoals Netflix en Hulu, maar sinds de vierde generatie Apple TV zijn er ook andere apps, zoals games voor beschikbaar.
Met Android TV heeft Google een platform gemaakt waarmee derde partijen een eigen mediaspeler kunnen maken en gebruik kunnen maken van één ecosysteem, waardoor alle mediaspelers met dit systeem meteen toegang hebben tot alle beschikbare apps voor Android TV. Een bekende Android TV-mediaspeler is de Nvidia Shield Android TV. Bijzonder aan de Shield is de mogelijkheid om games af te spelen vanaf een computer die voorzien is van een Nvidia videokaart.

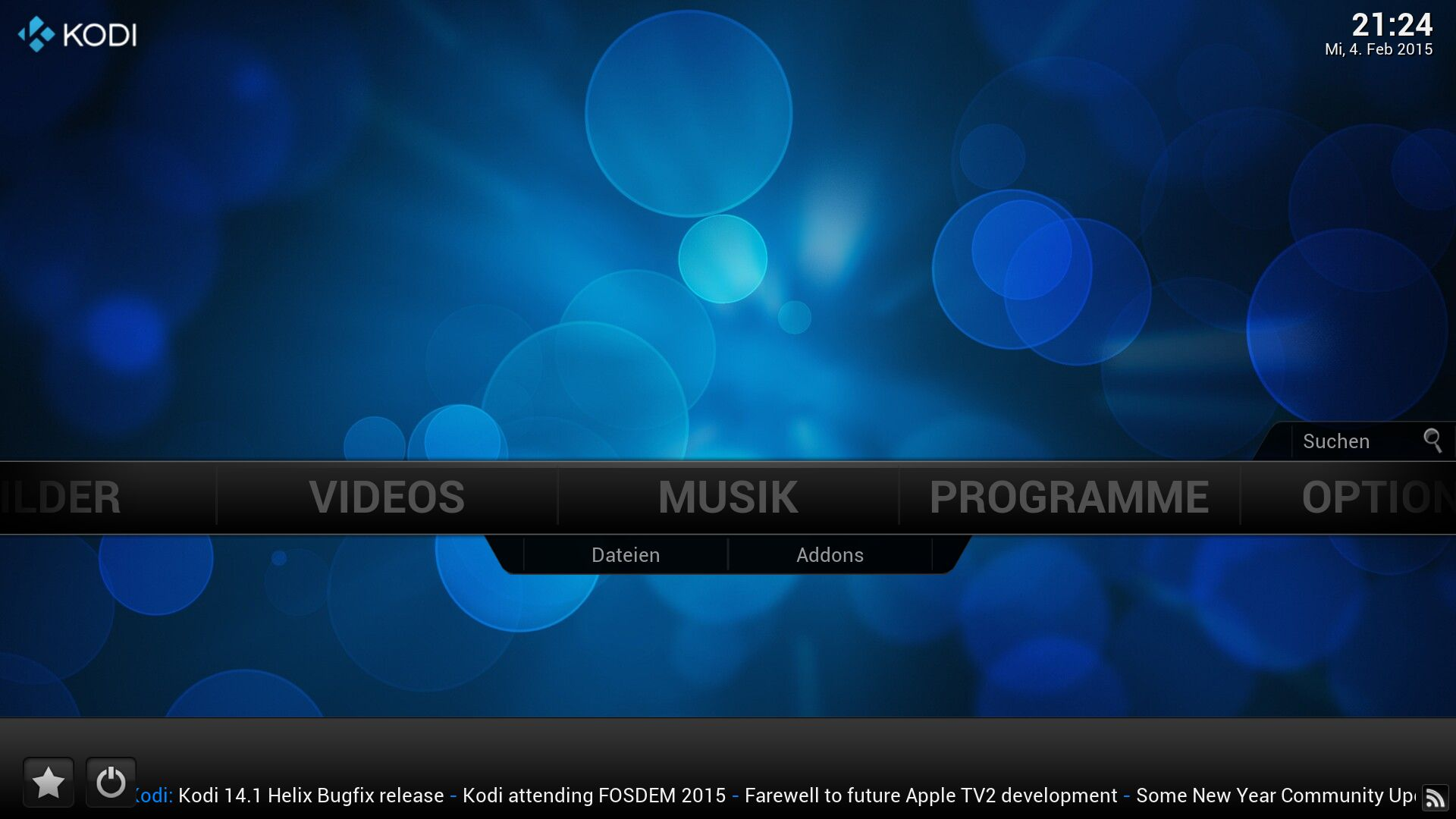
Het menu van de HTPC-software Kodi.

### Spelcomputers
De meeste moderne spelcomputers beschikken, naast de mogelijkheid om videospellen te spelen, over verschillende mogelijkheden om media te consumeren. De eerste console die dit mogelijk maakte, was de originele Xbox. Deze had een harde schijf ingebouwd, waarop het mogelijk was om muziek op te slaan en vervolgens af te spelen. Voor mensen met een gemodificeerde Xbox was het zelfs mogelijk om de software Xbox Media Player te installeren, waarmee het mogelijk was om verschillende mediabestanden, zoals foto's en video's, af te spelen op de Xbox. Het Xbox Media Player project is later uitgegroeid tot de succesvolle mediasoftware Kodi.
De Playstation 3 werd geadverteerd als een console die naast een apparaat voor games ook zeer geschikt was voor entertainment. Zo had het naast een Blu-raydiskspeler een grote harde schijf ingebouwd, waar mediabestanden van verschillende formaten op konden worden opgeslagen en vanaf worden afgespeeld. Verder had de console ondersteuning voor het DLNA-protocol, waardoor via het lokale netwerk bestanden vanaf andere computers konden worden afgespeeld. Later kwamen er ook streamingdiensten voor de console beschikbaar, zoals een speciale YouTube-app en Netflix.
De Xbox One heeft naast verschillende mogelijkheden om media te bekijken als een van de belangrijkste nieuwe functies de mogelijkheid om een settopbox op de console aan te sluiten, welke vervolgens via de console is aan te sturen door middel van stemherkenning.

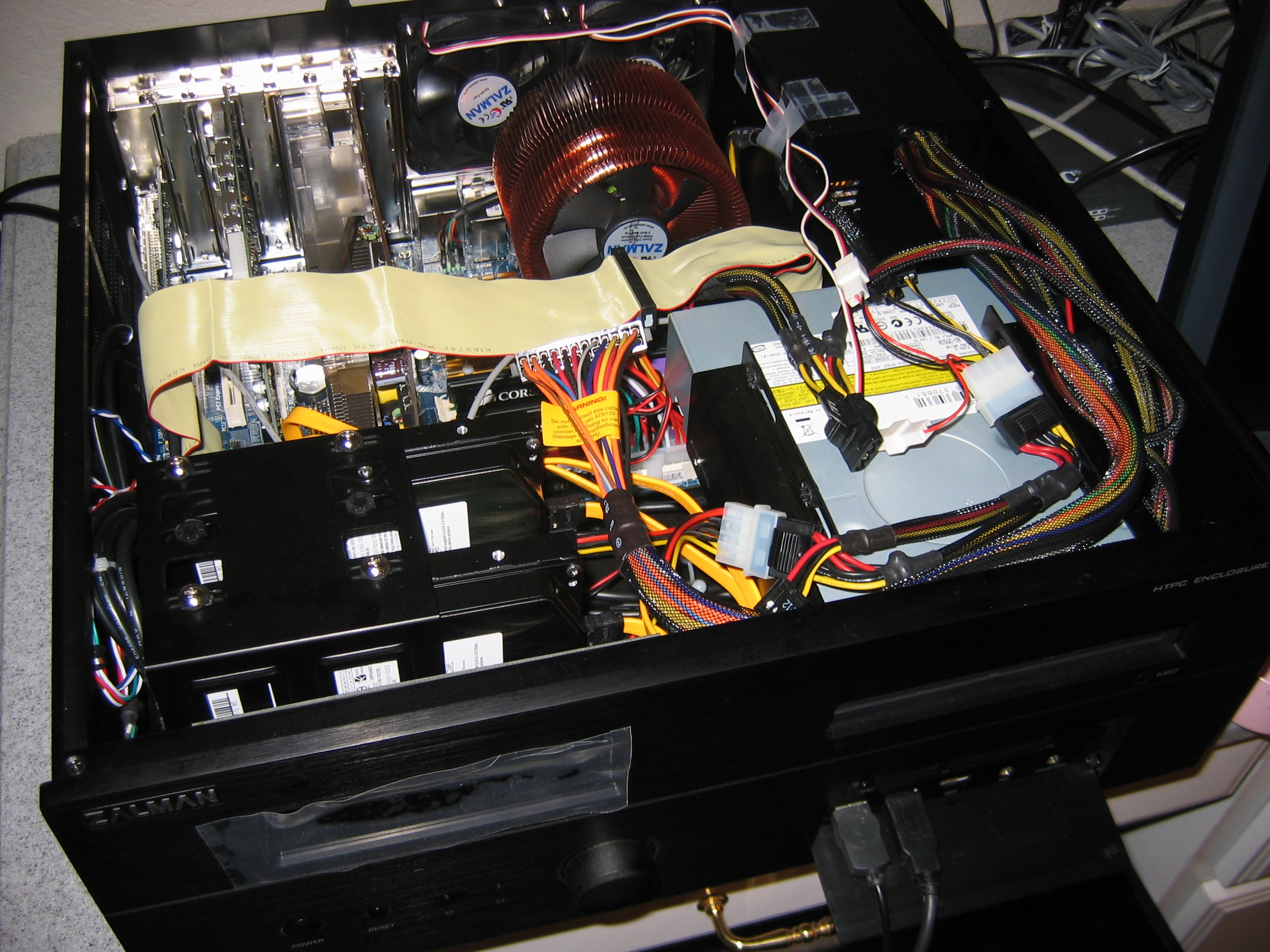
De binnenkant van een zelfgebouwde HTPC

### Computers
De meest letterlijke vorm van een HTPC is een zelfgebouwde computer die speciaal is ingericht op het afspelen van media op een televisie. Deze aanpak heeft een aantal voordelen. Zo kan de gebruiker op inschatting van zijn behoeften zelf zijn hardware kiezen en kan de gebruiker ook bepalen welk besturingssysteem er op de computer draait. Zo kan de gebruiker de HTPC zo eenvoudig of uitgebreid maken als hij zelf wil. Als de gebruiker bijvoorbeeld lage eisen heeft aan zijn apparaat en het alleen wil gebruiken om materiaal binnen een lokaal netwerk af te spelen, kan hij genoegen nemen met een Raspberry Pi waarop Kodi geïnstalleerd staat. Aan de andere kant van het spectrum kunnen gebruikers ervoor kiezen om een krachtige computer te bouwen zodat de HTPC ook dienst kan doen voor het spelen van videospellen.
Verschillende fabrikanten maken behuizingen die speciaal voor HTPC's zijn vormgegeven. Deze onderscheiden zich door een plat en breed ontwerp, dat qua vorm overeenkomt met de apparaten die regelmatig in tv-meubels voorkomen, zoals een versterker en een settopbox. Verder komen er vaak extra functies voor, zoals een display aan de voorkant die bijvoorbeeld de voortgang van een film kan weergeven.
Zelfgebouwde HTPC's worden vaak bediend met een draadloos toetsenbord waar een touchpad in verwerkt is.

#### Software
Voor computers die als HTPC's worden ingezet, is veel verschillende software beschikbaar, die allen hun voor- en nadelen hebben.

##### Windows
Een eenvoudige aanpak is om een versie van Windows te installeren. Dit heeft als voordeel dat de computer zeer veelzijdig is; er is immers een heleboel software voor beschikbaar en elke denkbare toepassing is mogelijk. Windows is echter niet ontworpen om gebruikt te worden op een televisiescherm van een grotere afstand en is erg afhankelijk van bediening met een muis, wat onhandig is vanaf de bank.

##### Kodi en alternatieven
Er zijn verschillende speciale programma's beschikbaar, die een HTPC op een vergelijkbare manier laten werken als een gespecialiseerd apparaat zoals een Android TV. Deze programma's zijn eenvoudig in het gebruik en hebben veel mogelijkheden, maar missen soms ondersteuning van bepaalde Video on Demand services.
Voorbeelden van dergelijke programma's zijn Kodi, Plex, Emby en het inmiddels verouderde Windows Media Center.

##### Steam OS
Voor de gebruiker die zijn HTPC ook veel wil gebruiken om videospellen erop te spelen, is SteamOS een mogelijkheid. Dit besturingssysteem tracht een spelconsole-achtige ervaring naar het pc-platform te brengen, met een interface die gemaakt is om eenvoudig bestuurd te kunnen worden met een gamepad.

## Mediabronnen
Een HTPC kan met meerdere soorten mediabronnen contact maken.

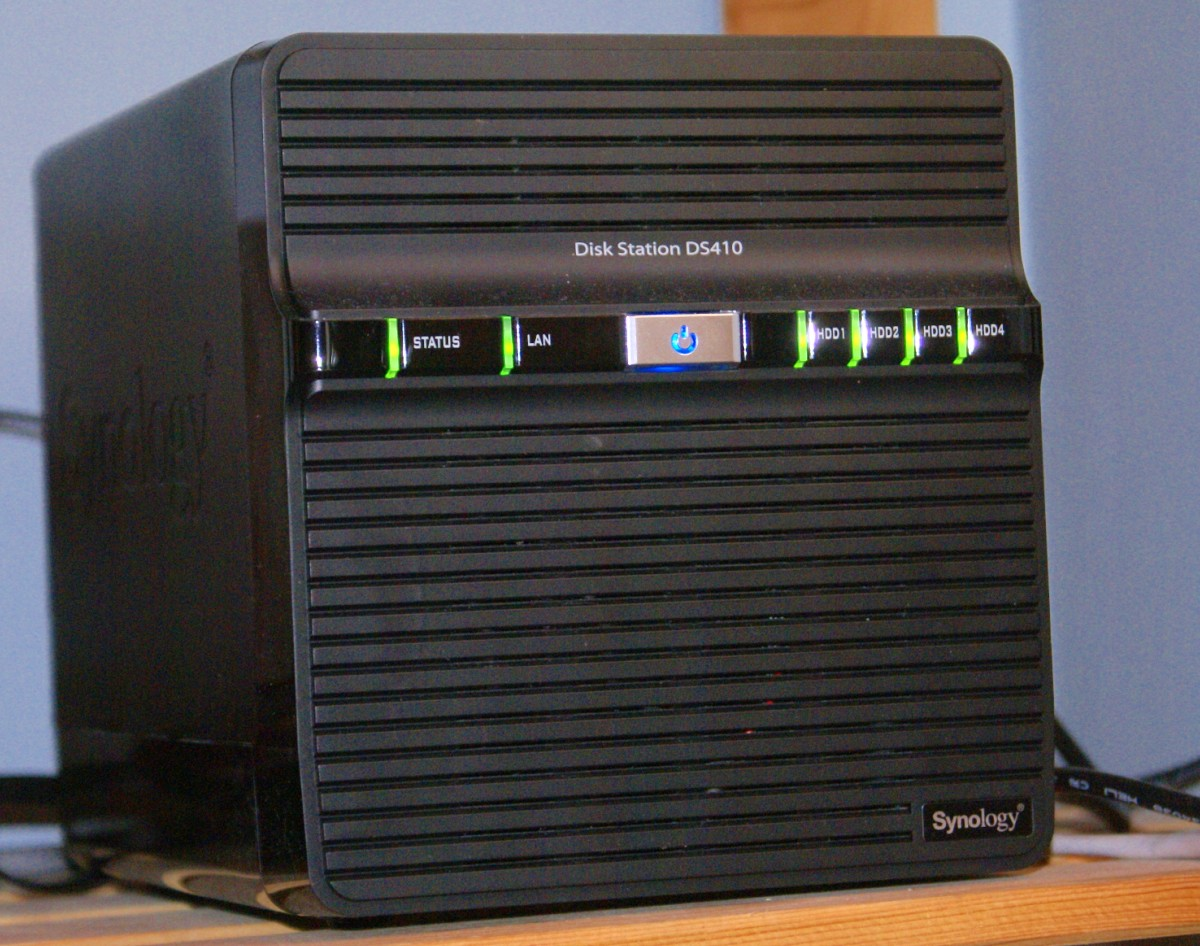
Een NAS-systeem kan gebruikt worden om grote mediabestanden te bewaren.

#### Lokale opslag
De meest voor de hand liggende aanpak voor de opslaglocatie van de media is op de HTPC zelf. De HTPC is in dit geval voorzien van een ruim opslagmedium zoals een harde schijf of er is een USB-stick aangesloten waar bijvoorbeeld een af te spelen film op staat.

#### Apparaten in het lokale netwerk
Voor de ervaren gebruikers is network-attached storage (netwerkopslag of NAS) een mogelijkheid. Dit is een simpele computer die aan het lokale netwerk wordt aangesloten. Deze computer is voorzien van een grote hoeveelheid opslagcapaciteit en is (na goed ingesteld te zijn) gemakkelijk bereikbaar vanaf alle computers in hetzelfde netwerk en eventueel zelfs via het internet. Hierdoor hoeven alle grote mediabestanden maar op één locatie opgeslagen te zijn en zijn ze zo vanaf alle computers binnen het thuisnetwerk eenvoudig te bereiken.

#### Video on demand
Vanaf de jaren tien van de eenentwintigste eeuw winnen streamingservices snel aan populariteit, nu de meeste huishoudens beschikken over een breedband internetverbinding die snel genoeg om video's in hoge kwaliteit over te kunnen streamen. Deze diensten zijn het eenvoudigst in het gebruik en daarom zeer toegankelijk, maar moeten het vaak afstaan tegen alternatieve opties op het gebied van aanbod en beeld/audiokwaliteit, aangezien er een mate van compressie is toegepast om goed te kunnen werken bij gebruikers met minder snel internet.